# Джонсон, Чинг
Айвэн Уилфред Джонсон (англ. Ivan Wilfred Johnson; 7 декабря 1898, Виннипег — 17 июня 1979, Силвер-Спринг) — канадский хоккеист, игравший на позиции защитника, двукратный обладатель Кубка Стэнли в составе «Нью-Йорк Рейнджерс» (1928, 1933).

## Биография

### Военная служба
Во время Первой мировой войны вступил в Канадские Экспедиционные силы, где служил в Третьей и Четвёртой дивизии в качестве снабженца, доставляя боеприпасы на фронт. 22 июня 1918 года был награждён Знаком за хорошее поведение, а затем служил до мая 1919 года, пока не вернулся на родину, где был демобилизован.

### Игровая карьера
Поиграв в любительском хоккее, присоединился к клубу «Миннеаполис Миллерс», где дважды признавался Лучшим защитником сезона. По окончании сезона 1925/26 перешёл в клуб НХЛ «Нью-Йорк Рейнджерс», где в первом сезоне сыграл 27 игр, пропустив часть сезона из-за травмы. В следующем сезоне он стал одним из ключевых игроков команды, выиграв с ней Кубок Стэнли.
В последующие годы Джонсон также был ключевым игроком команды, входя по итогам сезона в команды звёзд, а также в 1933 году выиграл свой второй (и второй для клуба) Кубок Стэнли. Затем он играл в «Рейнджерс» следующие четыре сезона, пока не перешёл в «Нью-Йорк Американс», который стал его последним клубом в НХЛ.
Вернувшись в «Миннеаполис Миллерс», он отыграл два сезона и завершил карьеру игрока в возрасте 42 лет.

### Признание
В 1958 году стал членом Зала хоккейной славы.

### Смерть
Скончался 17 июня 1979 года в Силвер-Спринге на 81-м году жизни.